# فرانسیس آسیزی
جووانی دی پیترو دی برناردونه (به انگلیسی: Giovanni di Pietro di Bernardone) معروف به فرانسیس آسیزی (به انگلیسی: Francis of Assisi)، از مشهورترین و مقدس‌ترین شخصیت‌های عالم مسیحیت است و بنیان‌گذار فرقه فرانسیسکن‌ها می‌باشد. او که در اواسط قرون وسطی می‌زیست تأثیر عمیقی بر الهیات و فلسفه غرب گذاشت.

## زندگی

### جوانی
فرانسیس آسیزیایی در سال ۱۱۸۲ در شهر آسیزی در ایتالیا به دنیا آمد. پدر او تاجری مرفه و خوشگذران بود. در بدو تولد نام او را جووانی نهادند اما سفرهای تجارتی پدر به فرانسه موجب علاقه او به این سرزمین شده بود و در نتیجه نام فرزند را در روز غسل تعمیدش فرانچسکو (= فرانسوی) گذاردند.

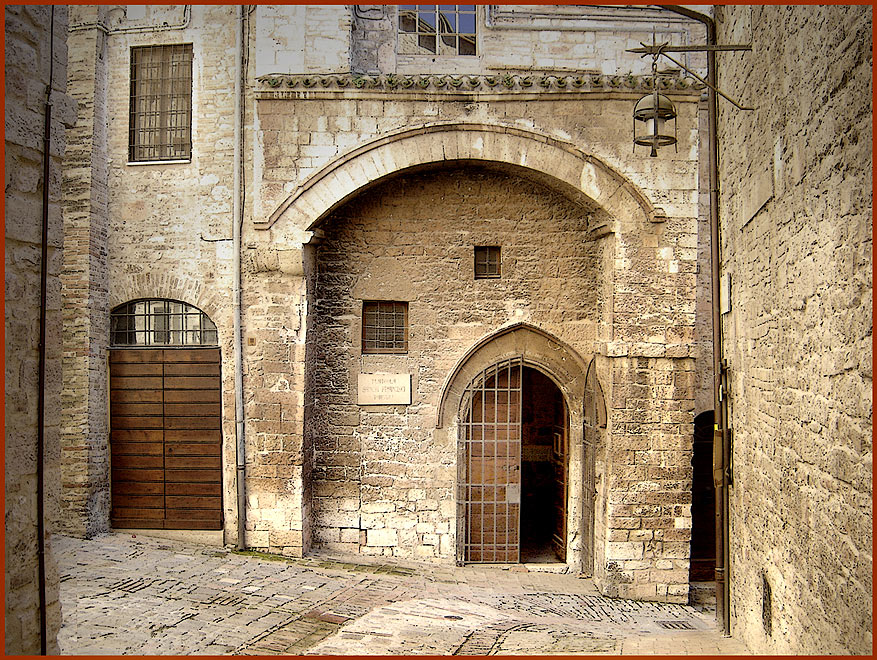
محل زندگی قدیس فرانسیس آسیزی در جوانی

فرانسیس در نوجوانی به کسب و کار پدر روی آورد و چند اندکی را در کار تجارت گذراند. چندی بعد به جرگه جنگاوران پیوست و در جنگ‌های متعددی شرکت جست. عاقبت در یکی از همین پیکارها به اسارت گرفته شد و پس از پرداخت غرامتی سنگین از سوی پدر به خانه بازگشت. بازگشت فرانسیس به خانه با بیماری مقارن شد. در همین دوران بود که فرانسیس روزی در خیابان با فردی جذامی برخورد کرد. برخورد او با این فرد جذامی موجب این شد که وی به فعالیت در محل نگهداری جذامیان بپردازد. این عمل چندان برای خانواده مرفه فرانسیس خوشایند نبود و در نتیجه برای او دادگاهی خانوادگی تشکیل شد و همین دادگاه موجب شد فرانسیس خانه و کاشانه پدری را برای همیشه ترک گوید.

### بزرگسالی

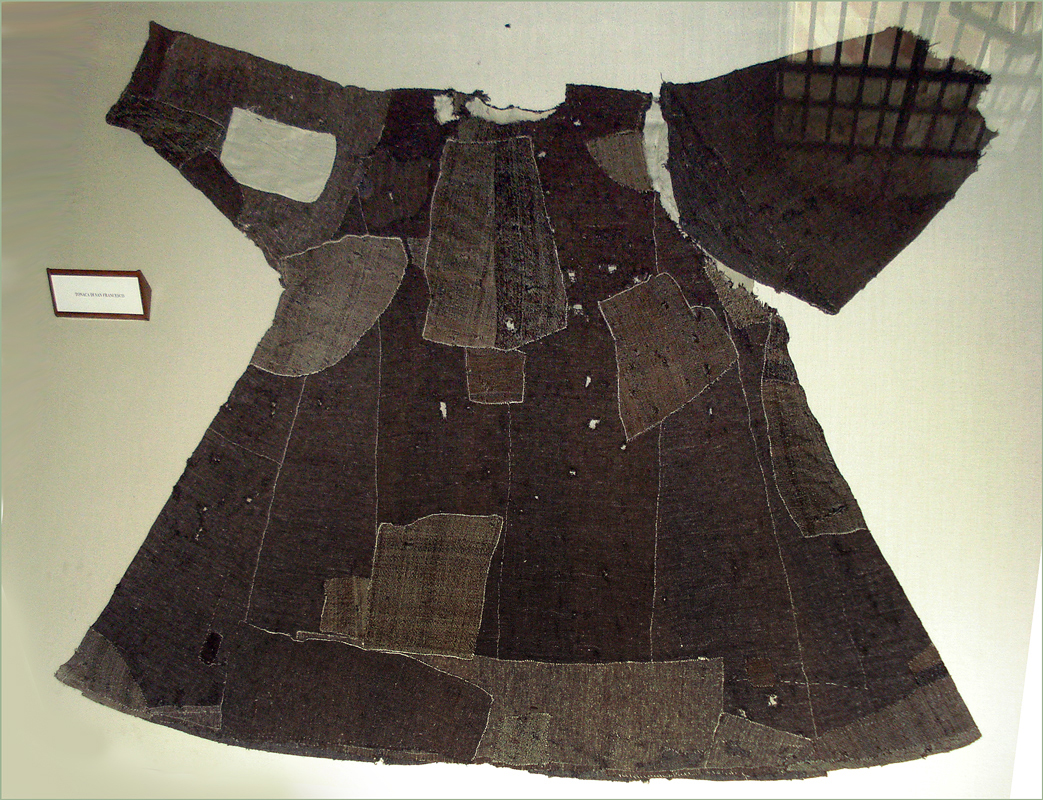
خرقه فرانسیس قدیس

تصمیم فرانسیس بر ترک تمام دارایی پدری‌اش تا آنجا بود که حتی تکه لباسی نیز با خود از آن خانه بیرون نیاورد و برای آنکه عریان نباشد یک گونی را بر تن خود کرد؛ این پوشش وی بعدها در فرقه فرانسیسکن‌ها به صورت نوعی سنت ادامه یافت. از سال ۱۲۰۶ فرانسیس سراسر زندگی‌اش را وقف امور دینی و معنوی کرد. او در میان مردم می‌گشت و موعظه می‌کرد. بسیار فقیرانه روزگار می‌گذراند و گاهی برای امرار معاش دست به گدایی می‌زد. سخنان پاک و بی‌آلایش او و شیوه زندگی‌اش موجب شد که خیلی زود شاگردانی به او بپیوندند. در سال ۱۲۰۹ عدد شاگردان فرانسیس به دوازده نفر رسید و به سبب قرین شدن این عدد با حواریون عیسی مسیح، در میان این جمع مرامی با رهبری فرانسیس شکل گرفت. فرانسیس با همین جمع دست به تدوین آیینی زد که در سال ۱۲۱۰ به تأیید پاپ اینوسنت سوم رسیده و اجازه تبلیغ یافت. این آیین همان فرقه معروف فرانسیسکن‌ها می‌باشد.

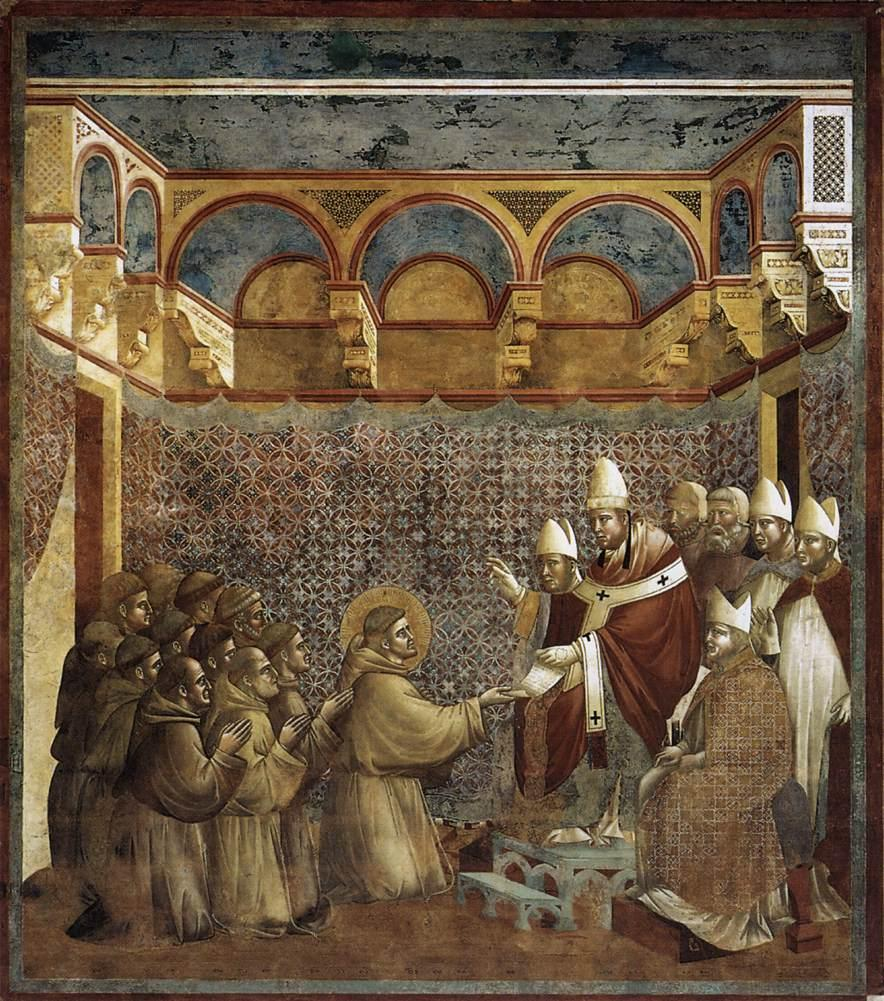
فرانسیس قدیس و پیروانش در حضور پاپ اینوسنت سوم برای دریافت به رسمیت شناخته شدن فرقه‌شان

در سال ۱۲۱۳ فرانسیس به همراه قدیسه کلارا جمعیت کلاراییان را برای پیروان زن فرقه‌اش به وجود آورد. در شروع دوران اوج فرقه فرانسیسکن‌ها بود که فرانسیس تصمیم عجیبی گرفت. در سال ۱۲۱۹ او به سفری چندین ماهه به فلسطین رفت تا برای جنگجویان مسیحی جنگ‌های صلیبی موعظه کند. اما پس از بازگشت از سفر با اختلافات جدی در فرقه‌اش مواجه شد. این اتفاق موجب شد که فرانسیس آسیزیایی در مجمعی که به سال ۱۲۲۱ تشکیل شد با بلند نظری از رهبری فرقه‌اش کناره بگیرد و تا آخر عمر به موعظه بپردازد. در روایات آمده‌است که در دو سال پایانی عمر آثار زخم‌هایی همچون زخم‌های عیسی مسیح بر صلیب، روی بدن فرانسیس ظاهر شد (این پدیده در بدن انسان به استیگماتا معروف است). فرانسیس آسیزیایی در سال ۱۲۲۶ در سن چهل و چهار سالگی در شهر زادگاهش درگذشت. تأثیر اندیشه او بر مسیحیت تا جایی بود که برخلاف سنت کلیسا به فاصله دو سال از مرگش از سوی واتیکان به عنوان قدیس شناخته شد.

## اندیشه

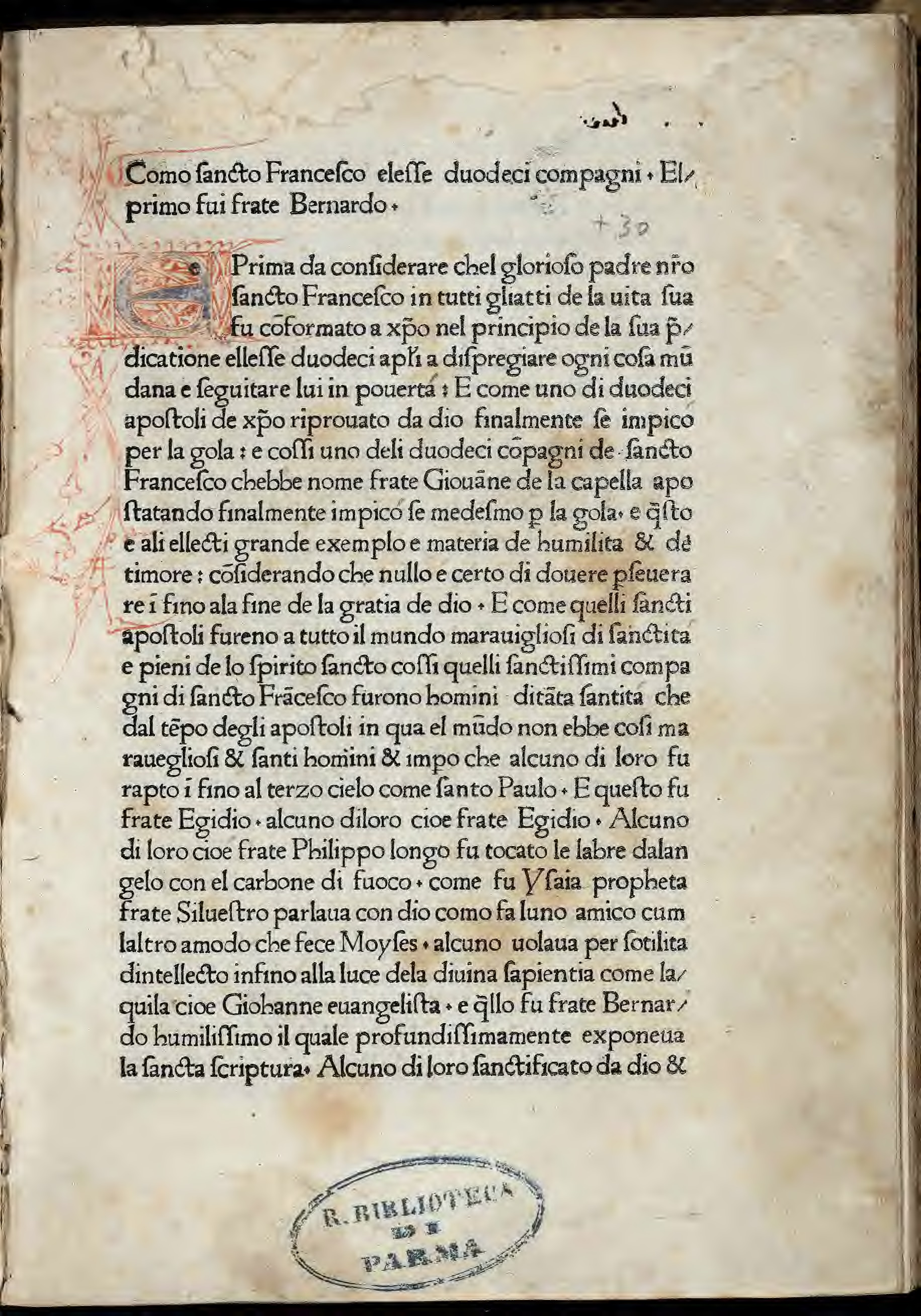
Fioretti(گلچینی از نوشته‌های فرانسیس قدیس که ۱۵۰ سال پس از مرگش جمع‌آوری شده‌است)

قدیس فرانسیس صاحب اندیشه‌ای صد در صد عرفانی و روحانی بود. در آراء او هیچ جنبه‌ای از آگاهی منطقی و علمی دیده نمی‌شود و از این رو تحت هیچ شرایطی نمی‌توان او را فیلسوف دانست. اما نمی‌توان از تأثیرات اندیشه عرفانی این راهب مقدس بر عالم فلسفه و الهیات چشم پوشید. دیدگاه فرانسیس در عین تحکم و سختگیری، بسیار پر مهر و عطوفت است.

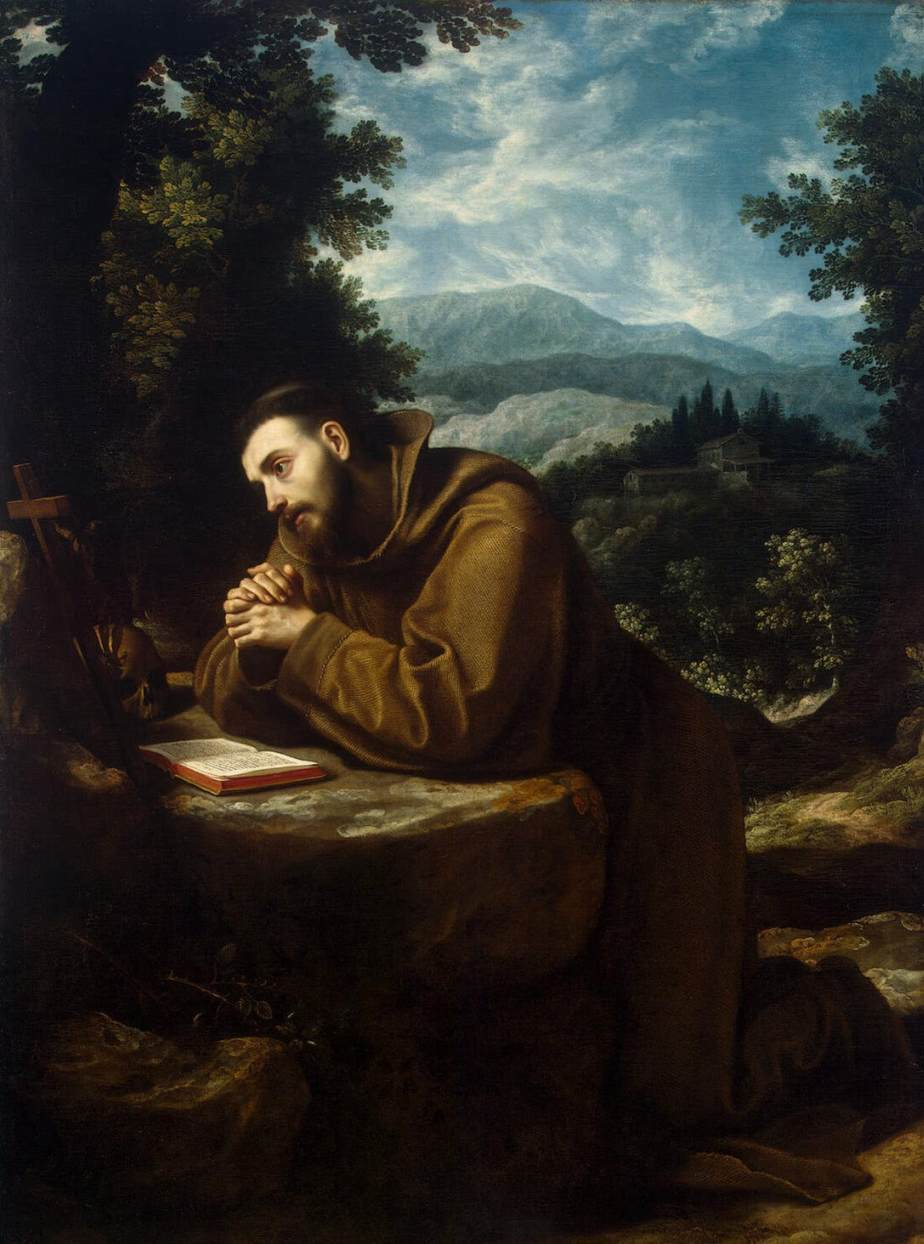
فرانسیس آسیزی اثر لودویچو کیگولی

### فقر

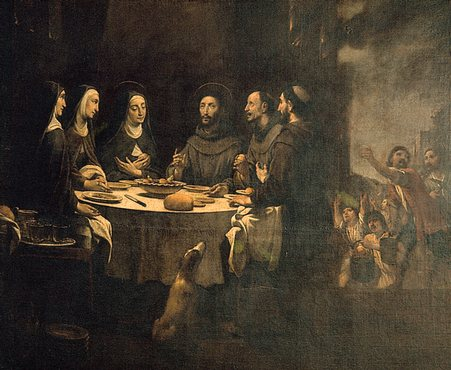
زندگی ساده فرانسیس قدیس و پیروانش

فرانسیس از بدو رسالت مذهبی خود به تبلیغ فقر پرداخت. او از بی‌بند و باری مردم در کسب مال، که صفت ممیزه آن دوران بود، به ستوه آمده و از تشریفات و تجملات زندگی برخی روحانیون منزجر شده بود. از نظر قدیس فرانسیس آسیزیایی، ثروت دام ابلیس است. به این معنا که شرور روی زمین در قاموس مال و مکنت رخ می‌نماید تا آدمی را در اصرار ورزیدن به گناه نخستین خویش ترغیب نماید. فرانسیس و پیروانش باید هر چه را داشتند به فقیرتر از خود می‌بخشیدند. به اعتقاد این قدیس بزرگ عالم مسیحیت اگر همه انسان‌ها از مال دنیا نصیبی داشته باشند برای مدافعه از اموالشان نیازمند به اسلحه خواهند بود و به این شکل میل وحشیانه به تصاحب مال را تقبیح کرد. از سخن او بوی نوعی سوسیالیسم ابتدایی بر می‌آید.
لکن در حقیقت فرانسیس در پی فقر نیست. او در جستجوی غنایی است که هیچ ثروتی توان دستیابی به آن را نخواهد داشت. فرانسیس معتقد است که حقیقت بیش از آن که در بالا باشد در پایین است و بیش از آن که در بیشی باشد در کاستی است.

### حمایت از طبیعت و حیوانات
قدیس آسیزی شیفته نمود زیبای هستی در طبیعت بود. او به همه چیزهای جاندار و بی جان در بستر طبیعت علاقه‌مند بود. به قدری مفتون آتش بود که از خاموش کردن شمع اکراه داشت؛ و نیز نسبت به هر موجود زنده‌ای یک نوع همبستگی و قرابت احساس می‌کرد. پرندگان را خواهران خود، حیوانات چهارپا و تن آدمی را برادر خود و آسمان و زمین را مادر خود می‌نامید. او با حکومت روم در منازعه بود بر سر عدم کشتار پرندگان. از این رو به فرانسیس لقب حامی طبیعت را داده‌اند.

### عشق
اگر آراء فرانسیس درست بررسی شود به این نکته برمی‌خوریم که هیچ‌کس به‌طور طبیعی شایسته عشق نیست. آنچه آدمیان به اسم عشق می‌شناسند به هیچ عنوان عشق نیست؛ بلکه صرفاً تصویر آب گل آلودی است که در آینه وجود انسان‌ها افتاده. آنچه انسان‌ها به آن عشق می‌گویند، اشتراک ناپایدار منافع دو تن و آمیزه‌ای از جنگ و سوداگری است.
در حقیقت فرانسیس قدیس با رد این عشق ناپایدار اشاره می‌کند به عشق میان انسان‌ها و میان انسان و خدا که بر پایه مهر و عدم توقع استوار است. عشقی که بردبار است، آماده خدمت است، رشک نمی‌ورزد، فخر نمی‌فروشد، مغرور نمی‌شود، نفع خویش را نمی‌جوید، به خشم نمی‌آید، همه چیز را عذر می‌نهد، به همه چیز امید می‌بندد، همه چیز را تاب می‌آورد و هرگز زوال نمی‌پذیرد.

## آثار
- مزامیر برادر خورشید
- نماز پیش از صلیب
- قانون عتیق
- وصیت نامه
- نیایش‌ها